# Raúl Cuevas Mambrilla
Raúl Cuevas Mambrilla   (l'Hospitalet de Llobregat, 1978) és un director de cinema català especialitzat en documentals. És conegut per haver codirigit junt amb Albert Solé la pel·lícula documental Retorn a Raqqa.

## Trajectòria
Cuevas es va llicenciar en comunicació audiovisual i va participar en el màster en documental de creació per la Universitat Pompeu Fabra. Ha dirigit una desena de documentals que s'han exhibit internacionalment i en alguns dels festivals més importants de l'Estat espanyol.
Els seus primers treballs, Bell viatge i Con Sandra, són pel·lícules on Cuevas aborda temes des de la proximitat personal. A Con Sandra observa la vida de la seva germana amb síndrome de Down i com el seu naixement va sacsejar la vida de tota la família, especialment la de la mare.
A Un lloc on caure mort (2014) Cuevas s'endinsa en la vida del cantant punk Càndid Coll, un retrat que explora les contradiccions de l'artista per a compaginar la seva activitat musical i la paternitat. Aquest documental va ser guanyador, el 2014, del premi al millor documental nacional a l'In-edit Festival. El 2022 va codirigir Retorn a Raqqa, un documental on el periodista Marc Marginedas fa de fil conductor. Albert Solé i Raúl Cuevas acompanyen Marginedas en el seu retorn al lloc on el periodista va estar segrestat per una facció de l'Estat Islàmic. A L'amarga lluita del noi del sucre (2023) recupera la figura del líder anarcosindicalista Salvador Seguí, analitzant-ne el seu ideari i emmarcant-lo en el conflicte entre sindicats i patronal de l'època. El documental La xarxa ultra (2024), amb guió del periodista de la Directa David Bou, aborda la forma com l'extrema dreta accedeix i s'adreça al jovent a través de les xarxes socials a internet.

## Filmografia[calcitació]
- 2001: Família nombrosa
- 2005: Bell viatge
- 2006: Entre el dictador y yo
- 2010: Con Sandra
- 2011: From Texas to Arbúcies
- 2014: Un lloc on caure mort
- 2015: Pere Calders. Tocant de peus al cel
- 2022: Retorn a Raqqa
- 2023: L'amarga lluita del noi del sucre
- 2024: La xarxa ultra